# Long Beach Marine Stadium

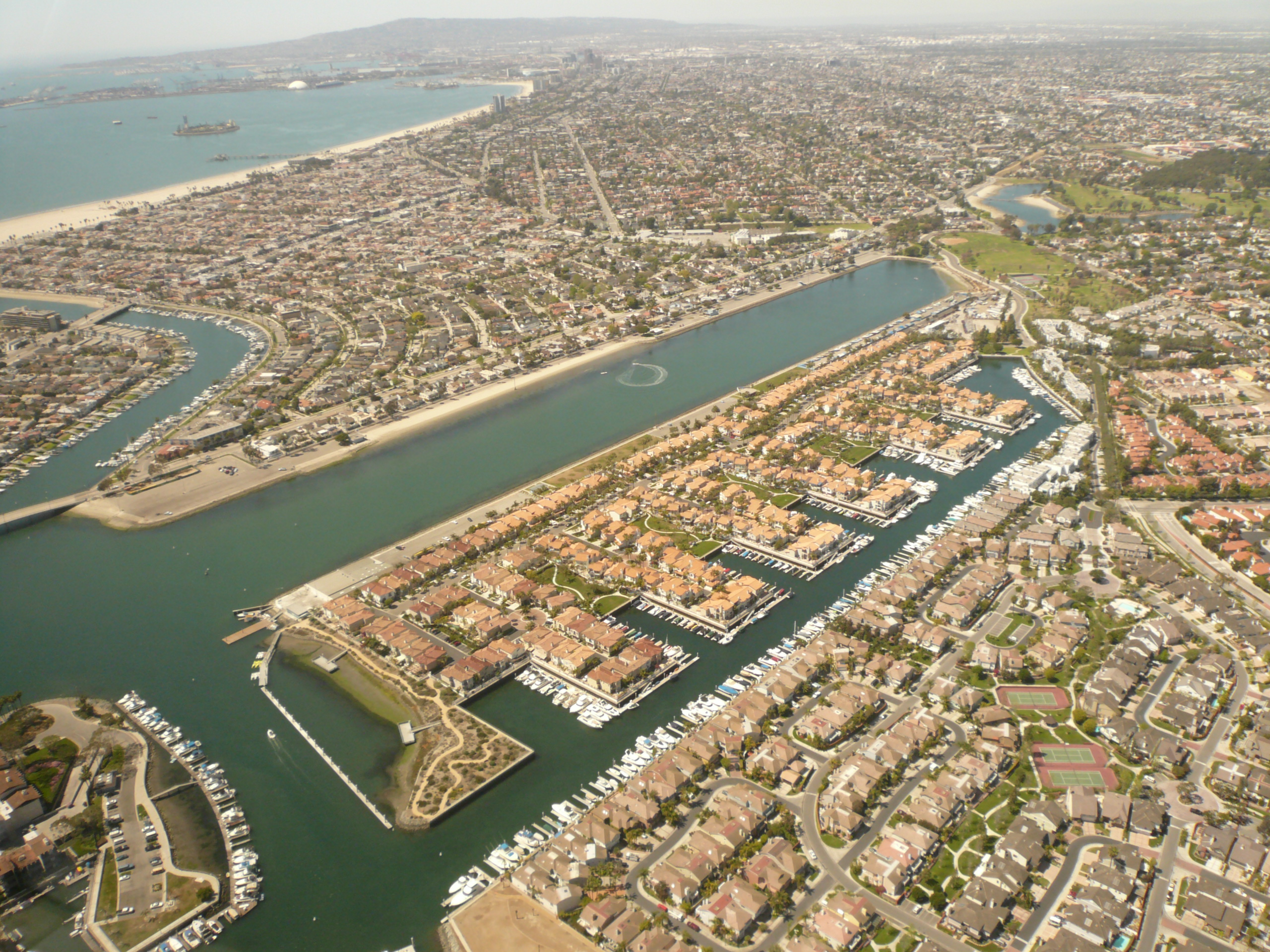
Luftaufnahme des Marine-Stadions Richtung Südwesten

Das Long Beach Marine Stadium ist ein Veranstaltungsort für Ruderwettkämpfe in Long Beach, Kalifornien. 
Das Stadion wurde anlässlich der Olympischen Sommerspiele 1932 in Los Angeles als erste künstliche Regattastrecke in den Vereinigten Staaten errichtet.
Das Gelände wurde 1923 gekauft und zwei Jahre später wurde das Marine Stadium errichtet, als die Alamitos Bay auf eine Länge von 1,5 km ausgebaggert wurde. Bis zu den Olympischen Spielen wurden weitere 0,5 km ausgebaggert. 1997 wurden die Tribünen abgerissen und die Flächen mit Rasen bepflanzt.